# 빅토르 부슈에프
빅토르 게오르기에비치 부슈에프(러시아어: Виктор Георгиевич Бушуев, 1933년 5월 18일 ~ 2003년 4월 25일)는 소련의 역도 선수였다. 자신의 선수 경력 동안, 그는 세계 역도 선수권 대회에서 3번 (1957 - 1959)우승하고 1960년 하계 올림픽에서 금메달을 획득하였으며, 3개의 공식적과 2개의 비공식적 세계 기록을 세웠다.
부슈에프는 1955년에 국가 대표팀으로 선발되고, 1960년까지 67.5 kg의 체중 범위를 지배했다. 그는 올림픽 대표팀에서 탈락한후 1964년에 은퇴하고, 고향 니즈니노브고로드에서 역도 코치가 되었다.